# Petrokemija
Petrokemija (od petrolej i kemija) je grana kemije i kemijske tehnologije koja se bavi reakcijama i procesima dobivanja te svojstvima petrokemijskih proizvoda, tj. onih proizvoda koji se temelje na nafti i zemnome plinu, a ne rabe se kao goriva ili maziva. Temeljno je obilježje petrokemijske proizvodnje velik broj proizvoda dobivenih od maloga broja početnih sirovina. Tako se od samo nekoliko ugljikovodika, kao što su niži alkeni (α-olefini) i aromatski ugljikovodici, te metan (od kojega nastaje sintezni plin), dobiva više tisuća kemijskih proizvoda.

## Vanjske poveznice
- Petrochemistry in Europe
- The Emerging Oil Refinery Capacity Crunch  Arhivirana inačica izvorne stranice od 13. svibnja 2008. (Wayback Machine)
- Oil Refinery Processes - Ronald (Ron) F. Colwell
- Educational resource on petrochemistry  Arhivirana inačica izvorne stranice od 2. siječnja 2012. (Wayback Machine)
- Petrokemija Hrvatska tehnička enciklopedija, portal hrvatske tehničke baštine. LZMK

- Petrokemijski proizvodi Hrvatska tehnička enciklopedija, portal hrvatske tehničke baštine. LZMK